# Raw Thrills
Raw Thrills, Inc. est une entreprise qui développe des jeux d'arcade, principalement basés sur des licences célèbres, de films, d'émissions de télévisions ou de sport.

## Historique

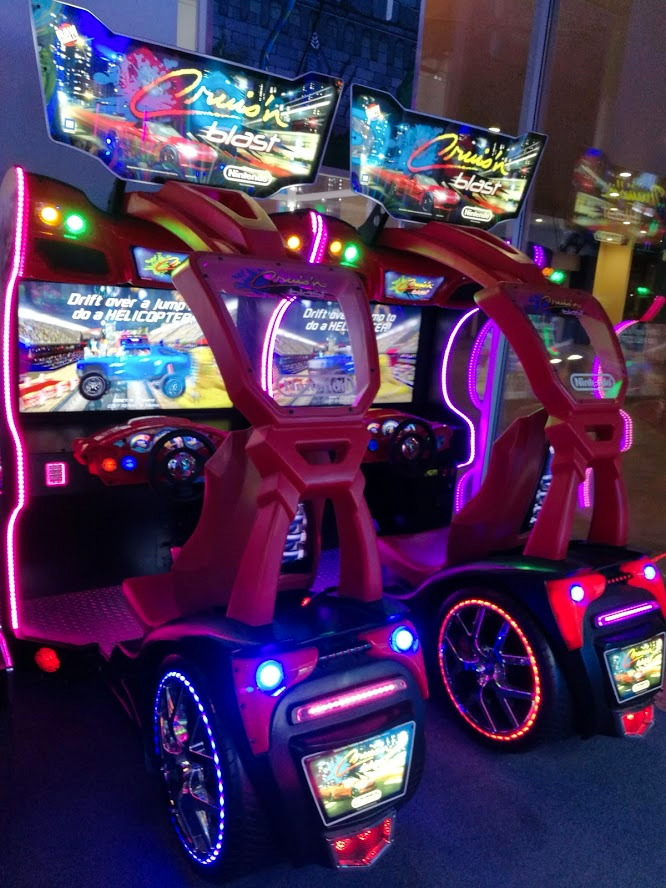
Version arcade du jeu.

Raw Thrills est fondé en 2001 par des anciens employés de Midway Games et Williams : Eugene Jarvis, Deepak Deo, et Andrew Eloff.
Le premier jeu indépendant de Raw Thrills (sous la direction d'Eugene Jarvis) est le jeu de tir au pistolet Target: Terror, qui connaitra une suite Target: Terror Gold (Target: Force).
Le second jeu de Raw Thrills est The Fast and the Furious, un jeu vidéo de course de voiture basé sur le film Fast and Furious de 2001. Tsunami Visual Technologies a fabriqué une version de ce jeu dans une borne d'arcade avec mouvements pour centre de loisirs.
En 2006, Raws Thrills rachète Play Mechanix qui devient une filiale du groupe.
En 2006, Raw Thrills publie deux titres : Big Buck Hunter Pro, développé par Play Mechanix et The Fast and the Furious Superbikes, ainsi que The Fast and the Furious: DRIFT en 2007, la suite de The Fast and the Furious. Raw Thrills a également commercialisé, Big Buck Safari, la suite de Big Buck Hunter Pro en trois versions différentes dont une borne standard avec un écran de 27 pouces, une version avec un écran LCD de 42 pouces et une version projetée sur  grand écran en 8’x6’. Ils réalisent en 2009 une évolution de Big Buck Hunter Pro intitulée Big Buck Hunter Pro: Open Season,.
Après le succès de Fast and Furious: DRIFT, Raw Thrills se concentre sur le style « jeu de course de kart » avec Nicktoons Nitro. Le jeu comprend les licences de différents personnages d'émissions de la chaine Nickelodeon comme Bob l'éponge, Mes parrains sont magiques, Avatar Aang, Invader Zim, Jimmy Neutron, et Danny Fantôme. 
En 2009, Raw Thrills coopère également avec Konami et Activision pour produire Guitar Hero Arcade. Raw Thrills conçoit le jeu, alors que Konami et Activision participent respectivement à couvrir les questions de brevets et de licences. Le jeu est un vrai succès avec plus de 2000 unités vendues en quelques mois.
En janvier 2009, Raw Thrills et Specular Interactive coproduisent H2Overdrive qui se veut la suite spirituelle du jeu d'arcade Hydro Thunder de Midway Games. Specular Interactive est constitué d'anciens employés de Midway qui ont travaillé sur Hydro Thunder, c'est pour cela que H2Overdrive reprend beaucoup des idées de Hydro Thunder et ajoutant des nouveautés tel que l'amélioration de la physique. Le jeu a également reçu des éloges des critiques,,. La version originale de H2Overdrive est commercialisée dans une borne d'arcade assise avec un écran LCD de 42 pouces et en mars 2010, une version en 32 pouces est commercialisée pour les petits sites. Une version avec mouvements de cette borne a été créée en novembre 2009 par Bandai Namco Games et UNIS. Universal Space détient notamment les droits de distribution pour la Chine.
En mars 2010, Raw Thrills et Play Mechanix commercialisent Terminator Salvation, un jeu de tir au fusil en version de luxe basé sur le film homonyme. Le jeu a reçu lors des éloges dès le départ des essais, de la part des opérateurs d'arcade comme dépassant leurs attentes.
En 2012, Raw Thrills réalise deux jeux sur de grosses licences : Doodle Jump Arcade et Winter X Games: SnoCross.
En 2013, Raw Thrills réalise Pac-Man Chomp Mania et Batman, puis en 2014 Aliens Armageddon, Barrel Of Monkeys, Super Alpine Racer.

## Liste de jeux
- Target: Terror (2004)
- The Fast and the Furious (2004)
- Big Buck Hunter PRO (2006)
- The Fast and the Furious: Superbikes (2006)
- The Fast and the Furious: DRIFT (2007)
- Big Buck Safari (2008)
- Nicktoons Nitro (2008)
- Big Buck Hunter PRO: Open Season (2009)
- Guitar Hero Arcade (2009)
- H2Overdrive (2009)
- Terminator Salvation (2010)
- Wheel of Fortune (2010)
- Super Bikes 2 (2010)
- Fast And Furious Super Cars (2010)
- Frogger (2010) (Redemption Game)
- Big Buck World (2010)
- Dirty Drivin' (2011)
- Big Buck HD (2012)
- Doodle Jump Arcade (2012)
- Winter X Games: SnoCross (2012)
- Batman (2013)
- Pac-Man Chomp Mania (2012)
- Aliens Armageddon (2014)
- Barrel Of Monkeys (2014)
- Super Alpine Racer (2014)